# Parfémovaná voda

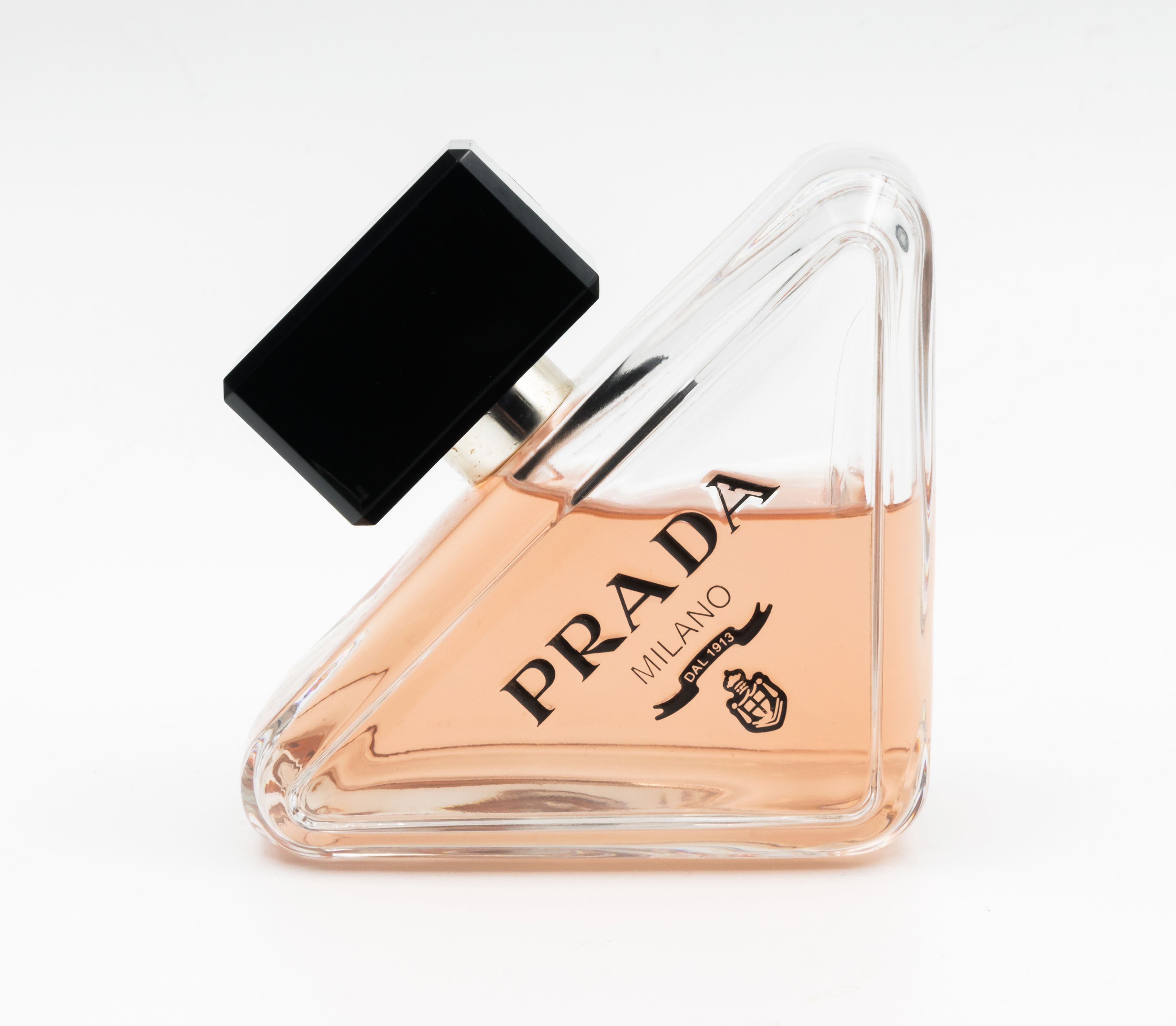
Parfémovaná voda Prada Paradoxe

Parfémovaná voda neboli Eau de Parfum (EdP) je hned po parfému druhým nejsilnějším typem vůně. Označujeme parfém, který obsahuje 8–15 % parfémové kompozice v koncentrovaném lihu (vonných složek), to určuje sílu parfému. Parfémovaná voda je proto silnější než toaletní voda (Eau de Toilette), která obsahuje jen 4–8 % vonných složek. Parfemovaná voda se zpravidla dodává ve flakonku s rozprašovačem. Díky silnému podílu vonných složek vydrží na pokožce běžně 4 – 5 hodin. Některé parfémované vody ale vydrží i mnohem déle, výdrž je ovlivněná správnou aplikací na kůži a splynutím s přirozenou vůní pokožky.

## Složení
Tradičně se u parfémů, parfémovaných, toaletních i kolínských vod jednotlivé vonné složky uvolňují postupně ve třech fázích takzvané pyramidy. Říká se jim hlava, srdce a základ nebo také vrchní, střední a nízké tóny, případně horní, prostřední a spodní vrstva. Za autora pyramidy se považuje významný francouzský parfémář Jean Carles (1892–1966).
- Hlava (vrchní tóny = horní vrstva) - Lehké molekuly vůní z hlavy se však rychle odpařují a za 15 minut je už obvykle nejsou cítit.
- Srdce (střední tóny = prostřední vrstva) - Prostřední vrstva obvykle voní 2-3 hodiny.
- Základ (nízké tóny = spodní vrstva) - Základ je ze všech tří fází nejdelší. Nízké tóny působí na čichové receptory několik hodin, přinášejí parfému hloubku a výdrž.

V parfémované vodě bývá dominantní srdce, jehož vonné složky většinou udávají charakter celé vůně.